# Criza din Iran
Criza din Golful Persic din 2019 este o escaladare a tensiunilor militare dintre Iran și Statele Unite, în urma desfășurării unor manevre militare   în Golful Persic de către președintele Donald Trump, din cauza presupuselor informații care sugerează o „campanie” planificată de Iran și aliați săi împotriva forțelor   și intereselor americane  în Golful Persic și Irak. Aceasta a urmat creșterii tensiunilor politice între cele două țări în timpul Președinției lui Donald Trump, care a inclus retragerea Statelor Unite din acordul nuclear, impunerea de noi sancțiuni împotriva Iranului și desemnarea americană fără precedent a Corpului Gărzilor Revoluționare Iraniene ca organizație terorista. Ca răspuns, Iranul a desemnat Centrul SUA drept organizație teroristă. 
La ceva timp după această desfășurarea manevrelor, mai multe nave comerciale din Golful Persic au fost avariate în două incidente din mai și iunie 2019 . Statele Unite și aliații săi au dat vina pe Iran, în timp ce Iranul a negat implicarea. 
Iranul a doborât o dronă americană de supraveghere RQ-4A, după ce ar fi încălcat spațiul aerian iranian. Acest lucru a dus aproape la o confruntare armată. 
Un tanc petrolier iranian a fost confiscat de Marea Britanie în Strâmtoarea Gibraltar, pe motiv că ar fi expediat petrol în Siria, ceea ce a fost sancționat de Uniunea Europeană. Ulterior, Iranul a capturat un petrolier britanic și membrii echipajului său din Golful Persic, Marea Britanie a răspuns prin alăturarea forțelor americane în prăpastie. Cu toate acestea, alte țări europene, Emiratele Arabe Unite și Arabia Saudită au preferat o soluție diplomatică.    Statele Unite au creat Construcția de Securitate Maritimă Internațională (IMSC), care „mărește supravegherea generală și securitatea pe căile navigabile cheie din Orientul Mijlociu”, potrivit secretarului adjunct al Apărării, Michael Mulroy . 
Criza s-a accentuat la sfârșitul anului 2019 și la începutul anului 2020, când milițiile shite susținute de Iran în cadrul Forțelor Populare de Mobilizare din Irak au ucis un antreprenor american într-un atac la o bază irakiană care a găzduit personal american și a atacat ambasada SUA la Bagdad, ceea ce a determinat SUA să  trimita  sute de noi trupe către Orientul Mijlociu și anunță că va viza preemptiv „mercenarii” iranieni din Irak. 
Pe 3 ianuarie 2020  comandantul IRGC Qasem Soleimani și comandantul PMF Abu Mahdi al-Muhandis au fost uciși amândoi într-un atac de drona americana, ceea ce l-a determinat pe liderul suprem al  Iranului, Ali Khamenei, să se răzbune pe forțele americane. SUA au trimis  aproape 4.000 de militari ca răspuns la tensiuni, iar Israelul și-a crescut nivelul de securitate. 
La 5 ianuarie 2020, Iranul și-a încheiat angajamentele față de acordul nuclear  , iar parlamentul irakian a adoptat o rezoluție de expulzare a tuturor trupelor străine de pe teritoriul său.   La 8 ianuarie 2020, două baze militare irakiene care adăposteau soldați americani au fost atacate de rachete originare din Iran ca  represalii pentru uciderea lui Soleimani.
Criza a reînceput  în iulie 2021 când Iranul a atacat un vas petrolier britanic care naviga în largul coastelor Sultanatului Oman. În urma atacului și-a pierdut viața un roman și un britanic.  

## Fundal
La 8 mai 2018, Statele Unite s-au retras din Planul comun de acțiune cu Iranul, restabilind sancțiuni împotriva Iranului .  Producția de petrol din Iran a atins un nivel minim istoric ca urmare a sancțiunilor.  Potrivit BBC, sancțiunile Statelor Unite împotriva Iranului „au condus la o scădere accentuată a economiei Iranului, împingând valoarea monedei sale să înregistreze valori minime, să-și cupleze rata anuală a inflației, să alunge investitorii străini și să declanșeze proteste”.  Oficialii iranieni au acuzat Statele Unite că au purtat război hibrid împotriva Iranului.  
Tensiunile dintre Iran și Statele Unite au escaladat în mai 2019, SUA desfășurând mai multe manevre militare în regiunea Golfului Persic după ce au primit rapoarte de informații despre o presupusă „campanie” a Iranului și „reprezentanții” săi  prin care amenințau  forțele americane și livrarea de petrol din strâmtoarea Hormuz. Oficialii americani au arătat amenințări împotriva transportului comercial și potențiale atacuri ale milițiilor cu legături iraniene asupra trupelor americane din Irak, citând, de asemenea, rapoarte de informații care includeau fotografii cu rachete de pe nave   și alte bărci mici iraniene din Golful Persic,  amplasate  acolo de forțele paramilitare iraniene. Statele Unite s-au temut că flota lor ar putea fi atacata      si ar putea duce la cauzarea unei interventii militare  ca cea din Vietnam, declansata dupa incidentul din Golful Tonkin.  
La 5 mai, consilierul de securitate națională american, John Bolton, a anunțat că SUA a trimis portavionul  USS Abraham Lincoln⁠(en)[traduceți]   și patru bombardiere B-52 în Orientul Mijlociu pentru a "transmite un mesaj clar și inconfundabil" Iranului, în urma rapoartelor de informații israeliene ale unui presupus complot iranian pentru a ataca forțele americane din regiune. Bolton a declarat: "Statele Unite nu caută război cu regimul iranian, dar suntem pe deplin pregătiți să răspundem la orice atac."   USS Abraham Lincoln  t se află în Marea Arabiei, în afara Golfului Persic. 
La 7 mai, secretarul de stat al SUA, Mike Pompeo, a făcut o vizită surpriză la miezul nopții la Bagdad, după ce a anulat o întâlnire cu cancelarul german Angela Merkel. Pompeo i-a spus președintelui irakian Barham Salih și premierului Adel Abdul Mahdi că aceștia au responsabilitatea de a-i proteja pe americanii din Irak. La 8 mai, un consilier al Ayatollah Khamenei a declarat că Iranul este sigur că SUA nu doresc și nu pot începe războiul cu Iranul. În aceeași zi, Iranul a anunțat că își va reduce angajamentul față de acordul nuclear JCPOA, pe care SUA l-a anulat în mai 2018. Președintele iranian, Hassan Rouhani, a stabilit un termen de 60 de zile pentru ca UE și puterile mondiale să salveze acordul actual înainte de a relua îmbogățirea mai mare a uraniului. Comandamentul Central al Forțelor Aeriene din Statele Unite a anunțat că avioanele de vânătoare F-15C Eagle au fost repoziționate în regiune pentru a „apăra forțele și interesele SUA în regiune”.  La 10 mai, SUA au desfășurat nava de transport maritim USS Arlington⁠(en)[traduceți] și o baterie de rachete suprafață-aer Patriot (SAM) către Orientul Mijlociu. Pentagonul a spus că acumularea a fost ca răspuns la „disponibilitatea iraniană sporită de a efectua operațiuni ofensive”. 

## Originile conflictului

### Incidentul din mai 2019  din Golful Oman
La 12 mai, patru nave comerciale, inclusiv două tancuri petroliere din Arabia Saudită, au fost avariate în apropierea portului Fujairah din Golful Oman .  Emiratele Arabe Unite au afirmat că incidentul a fost un „atac de sabotaj”, în timp ce o evaluare a Statelor Unite a acuzat că Iranul  a fost autorul atacului .  La 13 mai, ambasada SUA la Bagdad a declarat că cetățenii americani nu ar trebui să călătorească în Irak și ca cei care erau deja acolo să păstreze un profil scăzut. În aceeași zi, New York Times a raportat că secretarul american al Apărării, Patrick Shanahan, a prezentat un plan militar pentru a trimite până la 120.000 de militari în Orientul Mijlociu, dacă Iranul atacă forțele americane sau face demersuri pentru dezvoltarea armelor nucleare. Președintele american Donald Trump a discreditat mai târziu acest lucru, spunând că, în schimb, va „trimite un iad cu mult mai mult” decât 120.000 de soldați, dacă este necesar. 
La 14 mai, atât oficialii iranieni, cât și cei americani au declarat că nu caută război, chiar dacă au continuat amenințările și contra-amenințările. Ayatollahul Khamenei a redus escaladarea, transmițând în comentarii  la televiziunea de stat că „nu se va petrece niciun război”, în timp ce Mike Pompeo a declarat  în timp ce se afla într-o vizită în Rusia: „În fond nu căutăm un război cu Iranul”. În aceeași zi, rebelii Houthi din Yemen au efectuat multiple atacuri de drone asupra unei conducte de petrol din Arabia Saudită. SUA au declarat că  Iranul a sponsorizat atacul, deși nu este clar dacă atacul a fost legat în special de tensiunile Iran-SUA sau legat de Războiul civil din Yemen care a început în 2015 și de intervenția condusă de Arabia Saudită acolo.  La 15 mai, Departamentul de Stat al SUA a anunțat că tot personalul  a primit ordin să părăsească Ambasada SUA din Bagdad. 
La 19 mai, președintele american Trump a avertizat că, în caz de conflict, acesta va fi „sfârșitul oficial al Iranului”.  Ministrul iranian al Afacerilor Externe, Mohammad Javad Zarif, a răspuns că „zăpăcitul genocid” al lui Trump nu va „pune capăt Iranului”.  În aceeași zi, o rachetă a explodat în sectorul puternic fortificat al zonei verzi din Bagdad, aterizând la mai puțin de o milă de ambasada SUA.  La 24 mai, SUA au desfășurat 1.500 de trupe suplimentare în regiunea Golfului Persic, ca măsură „de protecție” împotriva Iranului. Desfășurarea a inclus aeronave de recunoaștere, avioane de vânătoare și ingineri; 600 dintre trupe au primit deplasări extinse, ceea ce înseamnă că 900 vor fi trupe noi.   Vice-amiralul Marinei SUA și Directorul Statului Major Michael Gilday a declarat că SUA au un grad ridicat de încredere că Garda Revoluționară Iranului a fost responsabilă pentru exploziile din 12 mai pe patru tancuri și că reprezentanții iranieni din Irak au tras rachetele în zona verde a Bagdadului . 
La 20 mai, președintele Trump a declarat: „Nu avem nicio indicație că s-a întâmplat sau se va întâmpla ceva” în Iran.  La 25 mai, Trump, declara  că tensiunile în curs de desfășurare cu Iranul reprezintă o situație de urgență națională, a invocat o lacună legală rar folosită pentru a aproba vânzarea de arme în valoare de 8 miliarde de dolari Arabiei Saudite. Se presupune că, de asemenea, ar fi vândute arme în Emiratele Arabe Unite și Iordania.  La 28 mai, Agenția Internațională pentru Energie Atomică a certificat faptul că Iranul respectă principalele condiții ale JCPOA, deși au fost ridicate întrebări cu privire la câte centrifuge avansate i-a fost permis Iranul, întrucât acest lucru a fost definit doar în acord. 

### Iunie 2019
La 1 iunie, președintele Hassan Rouhani a sugerat că Iranul va fi dispus să poarte discuții, dar a afirmat că nu va fi presat de sancțiuni și posturi militare americane. La 2 iunie, Mike Pompeo a declarat că SUA este pregătită pentru discuții necondiționate cu Iranul cu privire la programul său nuclear, dar a afirmat că nu se va baza pe presiunea Iranului până când nu va începe să se comporte ca o „țară normală”. „Suntem pregătiți să participăm la o conversație fără condiții prealabile. Suntem gata să ne așezăm ”, a spus Pompeo, afirmând totodată că președintele Trump a fost întotdeauna dispus să caute dialog cu conducerea iraniană. Ministerul de externe iranian a răspuns: „Republica Islamică Iraniana nu acordă atenție jocului de cuvinte și exprimării agendei ascunse în forme noi. Ceea ce contează este schimbarea abordării generale a SUA și a comportamentului real față de națiunea iraniană, despre care a spus că are nevoie de „reformă”  Dialogul de înmuiere a avut loc pe fondul exercițiilor militare americane din Marea Arabiei, care au văzut diverse aeronave „simulând operațiuni de atac”; Yahya Rahim Safavi, cel mai bun ajutor militar al Ayatollah Khameini, a declarat că navele militare americane din Golful Persic s-au aflat în raza de acțiune a rachetelor iraniene și a avertizat că orice ciocnire între cele două țări ar împinge prețurile petrolului la peste 100 de dolari pe baril. 

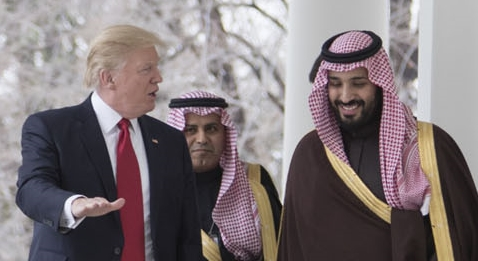
Președintele SUA, Donald Trump, și prințul moștenitor al Saudi, Mohammad bin Salman, au dat vina pe Iran pentru atacuri

La 6 iunie, Houthis din Yemen, care este implicat într-un conflict cu o intervenție condusă de Arabia Saudită susținută de SUA  , a doborât o dronă americană MQ-9 Reaper (Predator B). Armata americană a susținut că atacul a fost efectuat cu asistență iraniană.  Comandantul comandamentului central al SUA, Kenneth F. McKenzie Jr., a avertizat că Iranul și forțele sale „reprezentante” reprezintă încă o amenințare „iminentă” pentru forțele americane: „Cred că suntem încă în perioada a ceea ce aș numi avertizare tactică. . . Amenințarea este foarte reală. " 

#### Iunie 2019 -Incidentul din Golful Oman
La 17 iunie, SUA au anunțat desfășurarea a încă 1.000 de soldați în Orientul Mijlociu, după un al doilea incident în Golful Oman, care a văzut că doua tancuri petroliere au luat foc după ce se presupunea că au fost atacați de mine   sau de obiecte zburătoare. Ca și în incidentul din mai, SUA au acuzat forțele iraniene pentru atacuri. 

#### Iunie 2019-doborarea dronei americane

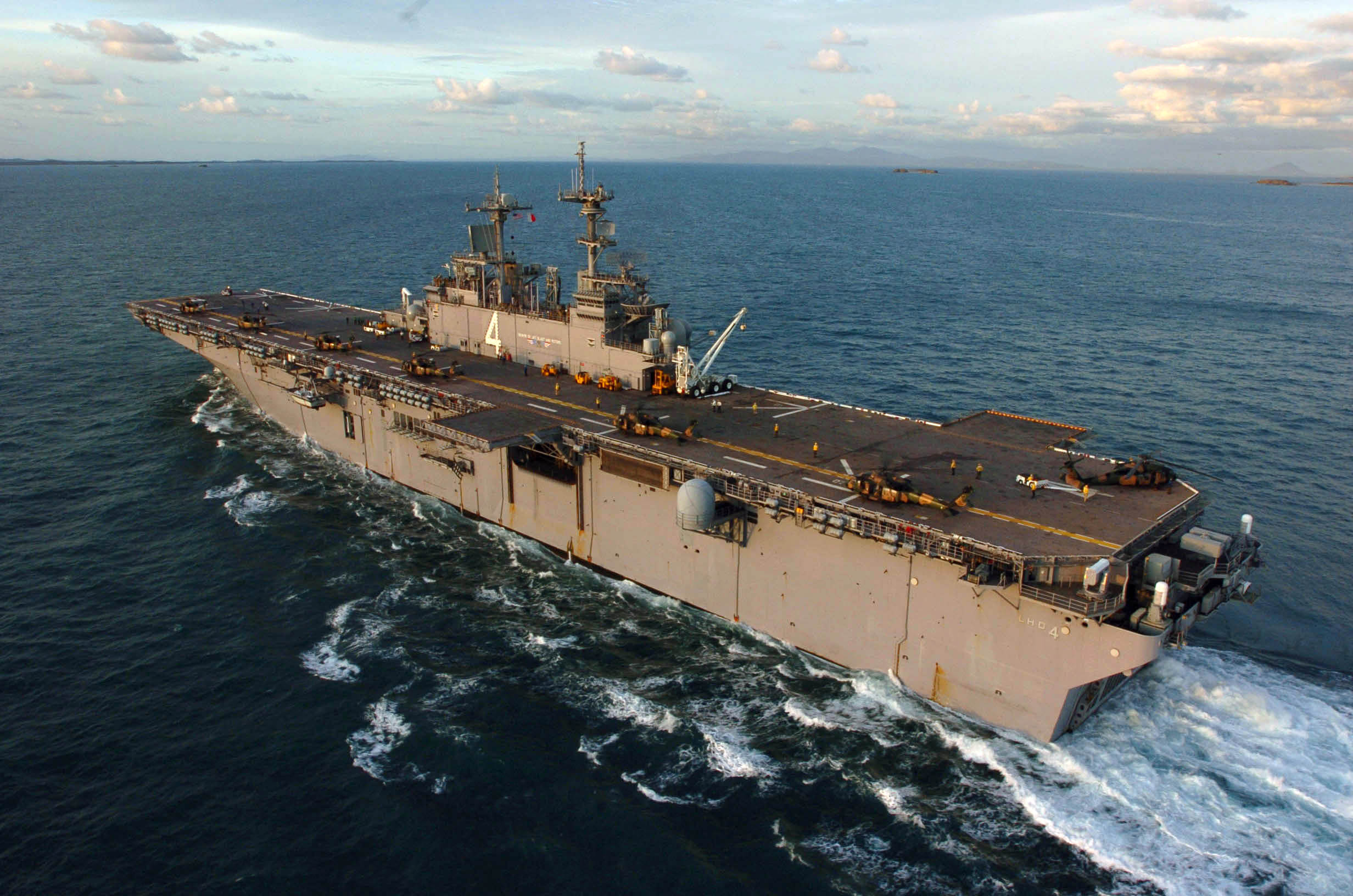
văzut aici în largul coastei Australiei, a fost dislocat în Golful Persic în iunie 2019, ca urmare a tensiunilor crescute între SUA și Iran.

Tensiunile au atins un nou nivel maxim, când, la 20 iunie, Corpul Gărzii Revoluționare Islamice a doborât o drona de supraveghere RQ-4A Global Hawk din SUA, spunând că drona încălca spațiul aerian iranian. Comandantul IRGC, Hossein Salami, a numit  dobodarea drept un „mesaj clar” către SUA, în timp ce a avertizat că, deși nu căutau război, Iranul era „complet gata” pentru asta. Comandamentul central al SUA a confirmat ulterior că drona a fost doborâtă de rachete iraniene de suprafață, dar a negat faptul că a încălcat spațiul aerian iranian, numindu-l „atac neprovocat” și în spațiul aerian internațional de peste Strâmtoarea Hormuz.  Iranul și Statele Unite au furnizat coordonate GPS conflictuale pentru amplasarea dronei, ceea ce nu știe dacă drona se afla în limita teritorială a Iranului de 12 mile .  Președintele Trump a declarar ca doborarea dronei este o „mare greșeală”.  Statele Unite au solicitat o reuniune a Consiliului de Securitate a Națiunilor Unite   pentru a aborda tensiunile regionale cu Iranul, potrivit diplomaților. 
Organe de presă precum The New York Times și ABC News au raportat că Trump a  ordonat represalii asupra Iranului la 20 iunie, dar și-a retras decizia cu câteva minute înainte de începerea operațiunii.  Potrivit relatărilor, aeronavele se aflau deja în zbor spre țintele lor și navele de război erau în poziție atunci când atacul a fost oprit.  Trump a declarat a doua zi că a decis să oprească operațiunea, după ce i s-a spus că 150 de iranieni vor fi uciși, deși unii oficiali ai administrației au spus că Trump a fost sfătuit despre posibilele victime înainte de a comanda pregătirea operațiunii.  Se presupune că secretarul de stat Mike Pompeo și consilierul pentru securitate națională John Bolton s-au opus acestei inversări.  
Pe 22 iunie, a fost raportat că președintele Trump a aprobat atacuri cibernetice prin care sistemele informatice IRGC dezactivau utilizarea controlului rachetelor și a rachetelor lansează noaptea dronării. Grevele cibernetice au fost gestionate de Comanda Cibernetică din SUA în colaborare cu Comandamentul Central al SUA. Acesta a reprezentat primul spectacol ofensiv de forță de când Cyber Command a fost ridicat la o comandă completă combatantă în mai 2019. Tot pe 22 iunie, Departamentul de Securitate Internă al SUA a emis un avertisment industriilor americane că Iranul intensifică atacurile cibernetice ale industriilor critice - în special sectoarele petrolului, gazelor și altor energii - și ale agențiilor guvernamentale și are potențialul de a perturba sau distruge sistemele . 
Pe 23 iunie, generalul major iranian, Gholam Ali Rashid, a avertizat SUA despre consecințe „incontrolabile” în cazul unei izbucniri a conflictelor. În timpul unui discurs în Israel, John Bolton a declarat că Iranul nu ar trebui să „greșească prudența și discreția SUA pentru slăbiciune”, subliniind că opțiunile militare viitoare nu sunt excluse și că Trump a „oprit  atacul  ”.   Secretarul de stat Mike Pompeo a vizitat regiunea Golfului Persic pentru discuții cu Arabia Saudită și Emiratele Unite pentru a construi o coaliție pentru a combate ambițiile iraniene nucleare percepute. Între timp, președintele iranian Hassan Rouhani a dat vina pe „prezența militară intervenționistă” a Statelor Unite pentru tensiunile ridicate. 
Pe 24 iunie, Trump a anunțat noi sancțiuni împotriva conducerii iraniene și a IRGC, inclusiv liderul suprem Ali Khamenei și biroul său.   Secretarul Trezoreriei SUA, Steven Mnuchin, a declarat că sancțiunile vor bloca „miliarde” de active și că ministrul iranian de externe, Javad Zarif, va fi sancționat și în această săptămână. 
În informări clasificate, Mike Pompeo și alți oficiali ai Departamentului de Stat și ai Pentagonului american au consiliat membrii Congresului SUA cu privire la ceea ce au descris ca fiind legături alarmante între Iran și Al-Qaeda - inclusiv oferirea organizației teroriste un refugiu sigur în țară. The New York Times a raportat că parlamentarii au făcut abstracție de afirmațiile legăturilor iraniene cu al-Qaeda, în special din cauza preocupărilor că administrația ar putea folosi afirmații specifice pentru a construi un caz de acțiune militară împotriva Iranului, bazată pe Autorizația de utilizare a forței militare  împotriva teroriștilor din 2001  - presupuse legături dintre Saddam Hussein și al-Qaeda au fost folosite ca justificare parțială pentru invadarea Irakului în 2003.   La 27 iunie, secretarul adjunct al apărării, Michael Mulroy, a negat cu tărie că oficialii Pentagonului au legat al-Qaeda cu Iranul în timpul reuniunilor Congresului. "În aceste informații, niciunul dintre oficialii nu a menționat al-Qaida sau Autorizația de utilizare a forței militare din 2001", a declarat Mulroy, adăugând că el și Agenția de Informații pentru Apărare au descris legăturile istorice dintre Iran și Taliban și eu. a explicat că aceste legături sunt cunoscute pe scară largă și publică și referite în articole și cărți ".  Pe 24 iunie, Trump le-a spus reporterilor că nu are nevoie de consimțământul congresului pentru atacarea Iranului. 
Pe 25 iunie, Iranul a declarat că noile sancțiuni americane au determinat o „închidere permanentă” a legăturilor lor diplomatice, iar regimul a refuzat să negocieze cu Washington până la ridicarea sancțiunilor.  La 27 iunie, Javad Zarif a replicat că sancțiunile nu sunt o „alternativă la război, ci sunt declaratie  război” și a susținut că folosirea de către Trump a termenului „eliminare” împotriva Iranului este o referire la genocid, o crimă de război. El a mai spus că negocierile și amenințările sunt „reciproc excluse” și a numit conceptul de scurt război cu Iranul „iluzie”. 
În urma distrugerii dronei, SUA au continuat să nu desfășoare activități militare în regiune. Până pe 28 iunie, SUA au dislocat aproape o duzină de avioane de vânătoare R-22 pentru Raptor la Baza Aeriană Al Udeid din Qatar – prima desfășurare a avioaneor F-22  la bază – pentru a „apăra forțele și interesele americane”. 

### Iulie 2019

#### Doborârea dronelor iraniene
Pe 18 iulie, potrivit Pentagonului, USS Boxer⁠(en)[traduceți]  a luat măsuri defensive împotriva unei drone iraniene care s-a apropiat de  nava din Golful Persic la  aproximativ 1 km  și a lovit drona. Ministrul adjunct al Afacerilor Externe din Iran, Abbas Araghchi, a negat că vreo  drona iraniana   a fost doborâta.  Generalul Kenneth F. McKenzie Jr., comandantul Comandamentului Central al SUA, a susținut ulterior că USS Boxer ar fi doborat doua drone iraniene. 

#### Confiscarea tancurilor petroliere din iulie 2019
Pe 3 iulie, Gibraltar a adoptat „Regulamentul privind sancțiunile 2019”    după Legea privind sancțiunile din martie 2019,  referindu-se la sancțiunile UE pentru Siria (nr. 36/2012 UE).  De asemenea, a specificat tancul iranian Grace 1, sub pavilionul Panama, ca navă în conformitate cu aceste reglementări.  Pe 4 iulie, nava a fost confiscată de autoritățile britanice în timp ce efectua un stop logistic limitat în afara portului, în Gibraltar, cu suspiciunea că nava transporta petrol în Siria cu încălcarea sancțiunilor Uniunii Europene .  30 de nave regale  au  oprit-o .  Patru dintre echipajul navei, inclusiv căpitanul și ofițerul-șef, au fost arestați, dar ulterior eliberați  .  Iranul a cerut eliberarea navei și a negat faptul că nava încalcă sancțiunile, iar un oficial al Corpului Gărzii Revoluționare Islamice Iraniene a emis o amenințare cu confiscarea unei nave britanice drept represalii.   Liderul iranian Ali Khamenei a descris incidentul ca fiind un act britanic de „piratare” căruia i s-a oferit un „aspect legal”.  Marea Britanie s-a oferit să elibereze nava în schimbul unei garanții iraniene că nu va merge în portul sirian Baniyas pentru a livra petrol la rafinăria de acolo. La 11 iulie,  fregata HMS Montrose⁠(en)[traduceți] a dezvăluit o tentativă iraniană de a captura tancul petrolier britanic BP  în timp ce a tranzitat prin Strâmtoarea Hormuz. Trei bărci despre care se cred că provin din Corpul Gărzii Revoluționare Islamice s-au apropiat de cisternă și au încercat să o  oprească, după care HMS Montrose    s-a deplasat între bărci  și a scos armele   avertizându-i să se întoarcă.  Barcile iraniene s-au întors apoi.   Royal Navy a dislocat ulterior distrugătorul HMS Duncan⁠(en)[traduceți] spre Golful Persic pentru a consolida HMS Montrose . 
Pe 14 iulie, un tanc petrolier cu semnături panameze, MT Riah, care opera în Emiratele Arabe Unite, a dispărut de pe hărțile de urmărire a navelor în apropiere de Iran, după ce a traversat Strâmtoarea Hormuz.  Nicio entitate statala nu a revendicat dreptul de proprietate asupra cisternei. 

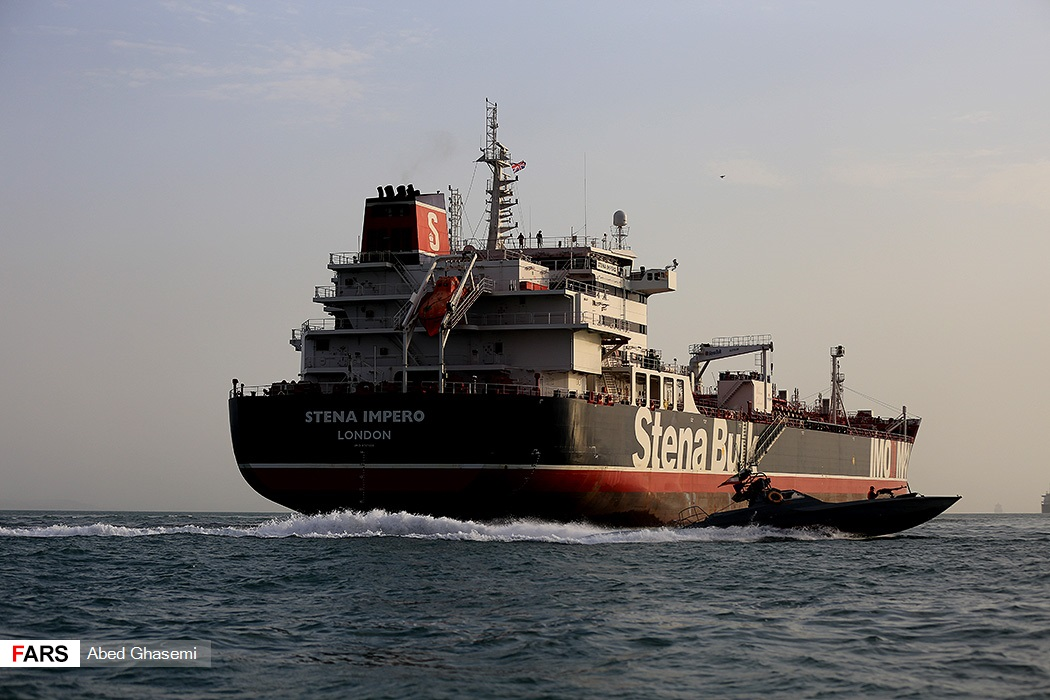
Cisterna cu steag britanic Stena Impero

Pe 20 iulie, cisterna cu steag britanic Stena Impero a fost confiscată într-un atac din partea forțelor Gărzii Revoluționare Iraniene. Patru bărci mici și un elicopter au oprit nava, iar comando- urile iraniene au rapit la bord din elicopter. Nava a fost dusă la Bandar Abbas și echipajul său de 23 de reținuți la bord. Pe 4 septembrie, Iranul a decis să elibereze doar șapte membri ai echipajului cisternerului britanic reținut.  De asemenea, a fost confiscată o a doua navă cu proprietatea britanică și cu pavilionul liberian, dar ulterior i s-a permis să-și continue călătoria.    Într-o scrisoare către ONU, Iranul a declarat că Stena Impero a intrat în coliziune și a avariat o navă iraniană și a ignorat avertismentele autorităților iraniene.  
Sechestrul navei a stârnit o criză diplomatică între Regatul Unit și Iran. Guvernul britanic a condamnat confiscarea navei și a cerut eliberarea acesteia, avertizând cu privire la „consecințe grave” dacă nu a fost eliberată cisterna.  Primul ministru irakian Adil Abdul-Mahdi a vizitat Iranul pentru a negocia eliberarea Stenei Impero la solicitarea guvernului britanic. Iranul a confirmat că a confiscat nava ca represalii pentru confiscarea britanică a Grace 1 în Gibraltar și a sugerat că va fi dispus să elibereze Stena Impero în schimbul eliberării Grace 1 . 

### În august 2019 confiscarea unui tanc irakian
La 4 august 2019, Gărzile revoluționare iraniene au confiscat un tanc irakian pentru că ar fi contrabandat cu petrol în alte țări arabe. Cei 7 membri ai echipajului de la bord au fost reținuți, crescând în continuare tensiunile din prăpastie. Doar câteva zile mai târziu, Marea Britanie și Israel s-au alăturat Programului Sentinel pentru a proteja cisternele petroliere din golf. 
Pe 15 august, Gibraltar a eliberat Grace 1  după ce a primit asigurări că uleiul nu va fi vândut unei entități sancționate din UE,   și după ce a respins o solicitare a Departamentului de Justiție al Statelor Unite pentru confiscarea navei.  Ulterior, guvernul iranian a declarat că nu a emis nicio asigurare că petrolul nu va fi livrat în Siria și și-a reafirmat intenția de a continua furnizarea de petrol națiunii arabe.     Pe 16 august, Departamentul de Justiție a emis un mandat în Washington, DC, pentru a sechesta Grace 1, încărcarea de petrol și 995.000 USD, pe motiv că profitul din călătoria navei era destinat să îmbogățească Corpul Gărzii Revoluționare Islamice Iraniene, pe care SUA au desemnat anterior o organizație teroristă.  Pe 18 august, Gibraltar a anunțat că Ministerul său pentru Justiție a respins mandatul american, întrucât sancțiunile americane împotriva Iranului nu s-au aplicat în Uniunea Europeană, iar nava, redenumită Adrian Darya 1 și înregistrată sub pavilionul iranian, era de așteptat să navigheze iminent din Gibraltar.  
După eliberarea navei, Office of Foreign Asset Control (OFAC), a sancționat cisterna și căpitanul său și i-a introdus în lista neagră.  și câteva zile mai târziu, Brian Hook, omul departamentului de stat din Iran, a trimis mesaje de e-mail către căpitanul indian al navei și a oferit câteva milioane de dolari în numerar american pentru a conduce Adrian Darya 1 într-o țară în care ar putea fi confiscata de către forțele armate ale Statelor Unite ; dar a respins aceste oferte. 

### Septembrie 2019
Pe 3 septembrie, Iranul a anunțat că petrolierul și-a livrat marfa, sfidând amenințările din SUA. Imagini prin satelit arătaseră cisternă lângă Siria.  Pe 9 septembrie, ministrul de externe al Marii Britanii a acuzat Iranul că vinde petrolul transportat în Adrian Darya regimului lui Assad.  Iranul a declarat că petrolul a fost vândut către o companie privată care nu este o entitate sancționată din UE, astfel încât asigurarea sa pentru Gibraltar nu a fost respinsă.  
La 14 septembrie, 2019 Abqaiq-Khurais atac a avut loc   un atac dronă care a vizat   instalațiile de prelucrare a petrolului la Abqaiq și Khurais în estul Arabiei Saudite . Mișcarea Houthi din Yemen și-au revendicat responsabilitatea, legând-o de evenimentele din jurul intervenției Arabiei Saudite în Războiul Civil din Yemen  . Cu toate acestea, afirmațiile făcute de unii oficiali ai Statelor Unite potrivit cărora atacurile au avut loc în Iran, în ciuda negării Iranului, au încordat actuala criză a Golfului Persic. 
Pe 16 septembrie 2019, Gărzile revoluționare iraniene au confiscat un alt vas în apropierea insulei    Mare Tunb din Golful Persic. S-a raportat că nava ar fi contrabandat 250.000 de litri de combustibil diesel către Emiratele Arabe Unite . 

### Construcția internațională de securitate maritimă
Construcția internațională de securitate maritimă (IMSC), cunoscută anterior drept Operațiunea Sentinel sau Programul Sentinel, este un efort maritim multinațional instituit de Statele Unite pentru a asigura securitatea golului în urma confiscărilor iraniene de cisterne comerciale. 
În urma distrugerii Iranului de către  o dona de supraveghere americana din 20 iunie 2019, SUA și-au intensificat eforturile de a înființa o coaliție pentru a descuraja atacurile iraniene în Golful Persic.  La 19 iulie, Comandamentul Central al SUA a recunoscut ceea ce a numit Operațiunea Sentinel, care avea scopul declarat de a reduce escaladarea tensiunilor și de a promova stabilitatea maritimă în apele internaționale "pe întreg teritoriul Golfului Arab, Strâmtoarea Hormuz, Strâmtoarea Bab el-Mandeb (BAM) și Golful Oman ". Sentinel a solicitat națiunilor participante să furnizeze escorte la navele lor marcante din regiune și să coordoneze capacitățile de supraveghere.  Secretarul Apărării al SUA, Mark Esper, a comentat ulterior natura operațiunii, afirmând „Opinia mea este ... am dori să împiedicăm iranienii să acapareze sau să oprească o navă, cu siguranță, din orice motiv arbitrar.  Unii aliați americani, în special aliații europeni, au fost reticenți față de Programul Sentinel din cauza calificărilor asociate cu înscrierea la un efort naval condus de SUA, care ar putea să le tragă într-o confruntare cu Iranul; aceasta s-a însoțit de rapoartele despre un potențial efort de securitate navală condus de Europa, separat de SUA Până în septembrie, SUA ar fi „rebranșat” Operațiunea Sentinel drept „Construcția internațională de securitate maritimă”, pentru a atrage mai multă participare. 
La începutul lunii august 2019, Regatul Unit a fost de acord să se alăture Statelor Unite în programul său maritim, abandonând ideea unei forțe de protecție navală condusă de Uniunea Europeană.  La 6 august, ministrul israelian de externe, Israel Katz, a declarat că Israelul va participa la coaliția SUA, oferind informații și alte asistențe nespecificate.  La 21 august, Australia a anunțat că se va alătura coaliției navale conduse de SUA, cu intenția de a desfășura un avion de supraveghere P-8A Poseidon în Orientul Mijlociu pentru o lună înainte de sfârșitul lui 2019, o fregată în ianuarie 2020 timp de șase luni și Personalul forțelor de apărare australiene la sediul IMSC din Bahrain .  Arabia Saudită și Emiratele Arabe Unite s-au alăturat coaliției în septembrie 2019.  

## Declanșarea războiului

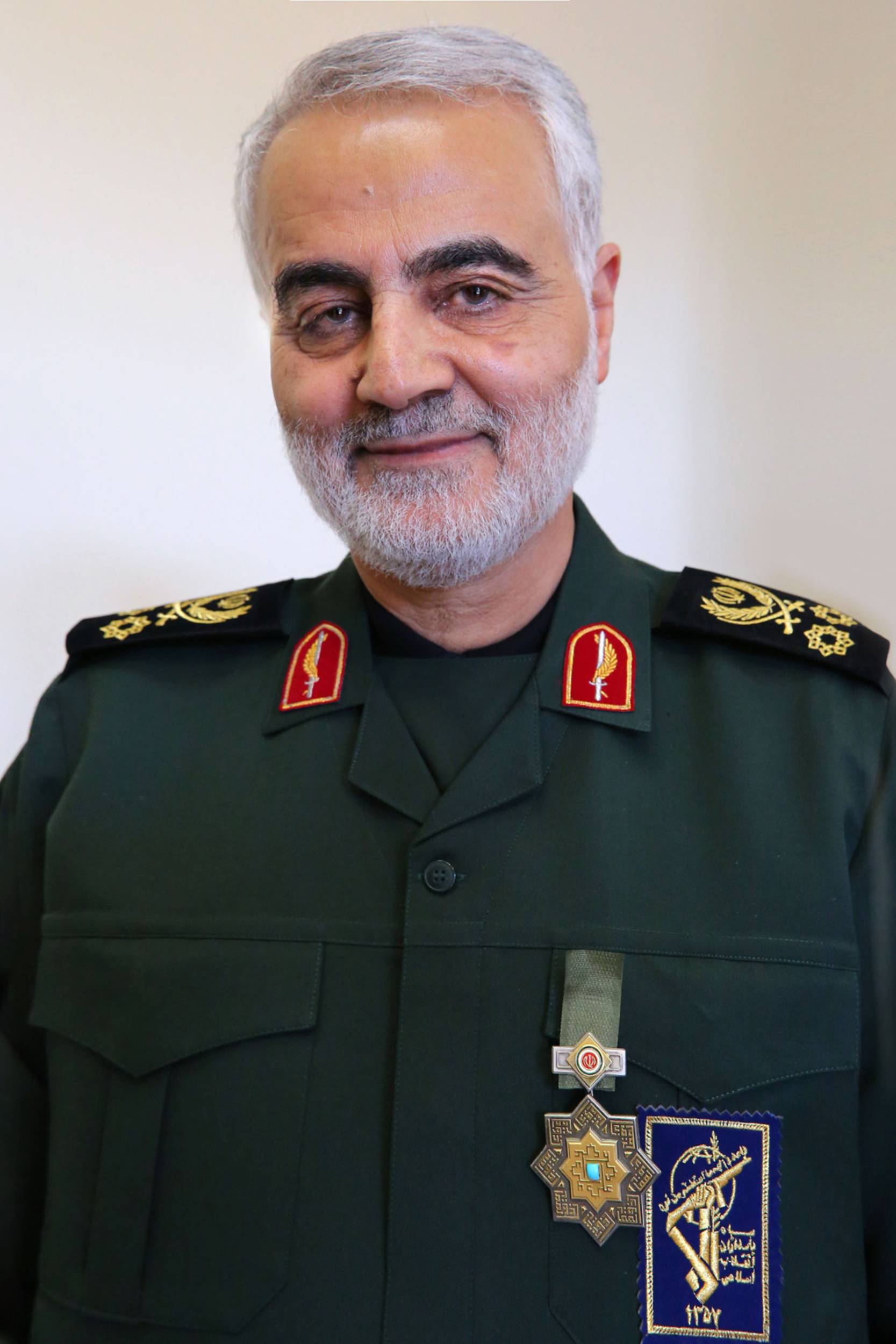
Qasem Soleimani- generalul iranian ucis de o drona americana

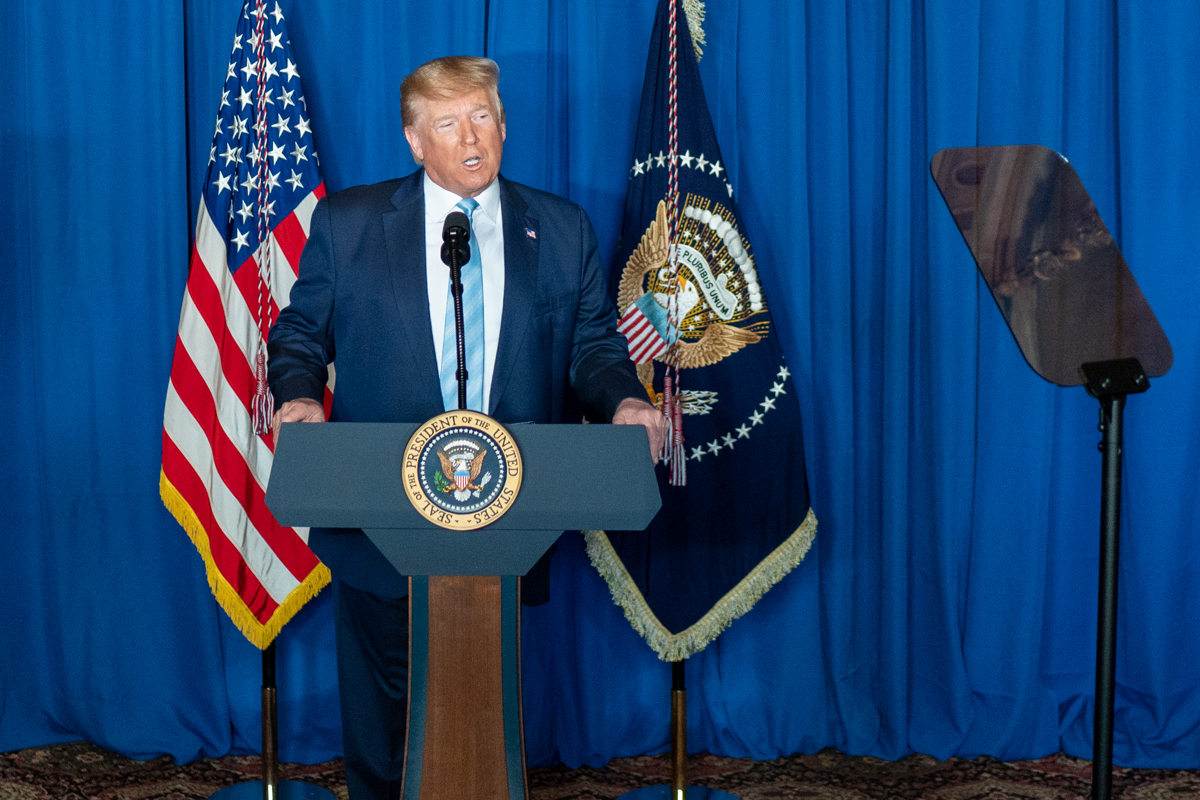
Donald Trump tine discurs despre operatiunea de succes de asasinare a generalului iranian

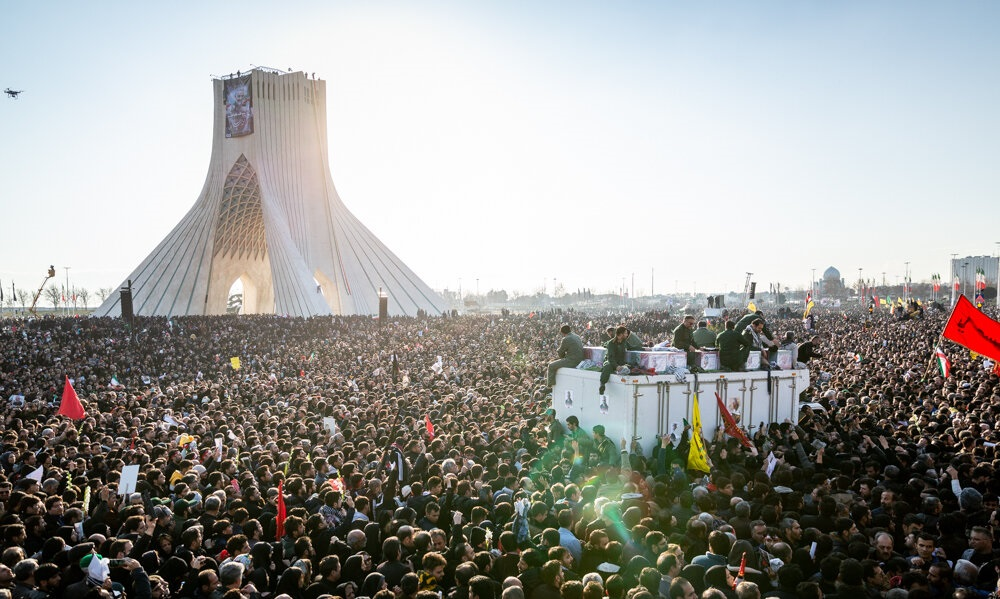
Inmormantarea generalului Qasem Soleimani

La 3 ianuarie 2020,  aflat in plin proces de suspendare de catre Congres,   președintele Donald Trump a aprobat uciderea  generalului iranian Qasem Soleimani aflat in Irak. O drona comandata de fortele americane a tras cu racheta spre automobilul ce-l transporta spre Bagdad.  Liderul paramilitar irakian Abu Mahdi al-Muhandis a fost, de asemenea, ucis în atacul cu dronă. Diverse relatări de știri au descris decizia de a-l elimina Soleimani ca fiind luată de Trump la îndemnul câtorva dintre oficialii administrației sale și că consilierii săi militari au fost „uimiți” de această decizie.  Analiștii au avertizat că Iranul va riposta. "Din perspectiva Iranului, este greu de imaginat un act mai deliberat provocator", a declarat Robert Malley, președintele grupului de credite International Crisis Group. „Și este greu de imaginat că Iranul nu va riposta într-o manieră extrem de agresivă.”   Pentru pregătirea atacurilor de represalii din Iran, SUA au trimis încă 3.000 de trupe terestre către Orientul Mijlociu, pe lângă 14.000 deja staționate acolo din mai anul precedent.  
Pe fondul temerilor internaționale de o confruntare directă între cele două națiuni, președintele Trump a avertizat Iranul împotriva atacarii bazelor americane sau al  oricărui american din regiune. El a amenințat că, în cazul unui atac iranian, SUA vor viza 52 de site-uri iraniene și va lovi „foarte repede și foarte tare”.   De asemenea, Casa Albă a notificat oficial congresul american despre uciderea Qassem Soleimani, în conformitate cu Rezoluția puterilor de război din 1973 .  Între timp, mii de oameni din 70 de orașe din Statele Unite au protestat împotriva unui nou război în Orientul Mijlociu.  În aceeași zi, Marea Britanie a trimis două nave de război, HMS Montrose și HMS Defender, în Golful Persic pentru a-și proteja navele și cetățenii. Marina Regală a fost dislocată pentru a însoți navele cu pavilion britanic prin Strâmtoarea Hormuz.  
La scurt timp după atacul cu drona a lui Soleimani, mai multe avioane cu membri ai serviciului american au decolat din bazele din estul Statelor Unite. A doua zi, Departamentul Apărării al Statelor Unite a anunțat ca a  trimis   3.500 de membri ai celei de-a 82-a divizii aeriene în regiune.  Oficialii apărării au declarat că desfășurarea nu era direct legată de atacul aerian care l-a ucis pe Soleimani, ci a fost în schimb o „acțiune de precauție ca răspuns la creșterea nivelului de amenințare împotriva personalului și facilităților din SUA”  .
La 5 ianuarie, Iranul a anunțat că nu va continua să respecte limitele menționate în acordul nuclear din 2015. De asemenea, a solicitat parlamentului irakian să scape de prezența americană în țara lor. Parlamentul irakian a adoptat o rezoluție de expulzare a tuturor trupelor străine, în special a Statelor Unite, de pe teritoriul irakian.  Parlamentul irakian a aprobat o rezoluție de expulzare a trupelor americane din țară.  Donald Trump a amenințat că va impune sancțiuni Irakului „așa cum nu au mai văzut până acum” .  În timp ce procesiunea funerară pentru Soleimani și al-Muhandis era în desfășurare în Bagdad, mai multe rachete au lovit în apropierea ambasadei SUA și   Baza Aeriană Balad fără victime.  Între timp, un oficial iranian a pus o sumă de 80 de milioane de dolari pe capul lui Trump, numindu-l „lunatic cu păr galben”; 80 de milioane se presupune că populația Iranului este de 80 de milioane de oameni. O declarație a guvernului iranian la televiziunea de stat spunea "Dacă sancțiunile sunt ridicate ... Republica Islamică este gata să revină la obligațiile sale."  
Congresul american, inclusiv Grupul celor Opt, nu a fost consultat înainte de atac și mulți congresmeni au căutat să restricționeze capacitatea președintelui de a ataca Iranul. Liderul minorităților din Senat, Charles Schumer, a condamnat atacul și a declarat că Congresul trebuie consultat în prealabil pentru orice astfel de acțiuni militare.  Președintele Camerei, Nancy Pelosi, a anunțat că va introduce o rezoluție pentru a limita capacitatea lui Trump de a lua măsuri împotriva Iranului.  De asemenea, democrații Congresului au anunțat că Camera Reprezentanților va vota legislația care interzice acțiunile ofensive împotriva Iranului fără consultarea prealabilă și aprobarea Congresului.  
La 7 ianuarie, baza  aeriană Al Asad care găzduiește soldați americani a fost atacată cu rachete, iar Iranul și-a revendicat responsabilitatea, în cadrul unei operațiuni "Martyr Soleimani", numit pentru generalul Qasem Soleimani, care a fost ucis într-un atac american  cu patru zile înainte.   Corpul Gărzii Revoluționare din Iran a declarat  că „răzbunarea acerbă a Gărzilor Revoluționare a început.”  De asemenea, a fost raportat că baza aeriană din Irbil, Kurdistan a fost atacată și ea.  

## Legături externe
- Mathias Hartwig, Jocuri de tancuri - Legea în spatele acțiunii, EJIL: Talk (Blog al Jurnalului European de Drept Internațional), 20 august 2019
- Partidul pirat din Germania : Der Iran und die Straße von Hormuz - Analiza Grupului de politică externă al Partidului Pirat german despre incident
- Cronologia evenimentelor petroliere